# 739 Mandeville
739 Mandeville
739 Mandeville là một tiểu hành tinh ở vành đai chính. Nó được Joel Hastings Metcalf phát hiện ngày 7.2.1913 ở Winchester, Massachusetts (Hoa Kỳ), và được đặt theo tên thành phố Mandeville của Jamaica